# 黄立众
黄立众（1936年—1971年），字美琦，号立众，曾用名黄道河，曾化名赵为民。安徽省无为县人，黄立众反革命案首犯。

## 生平
1936年12月7日，出生于安徽省无为县昆山乡芦塘黄村。1956年9月，考入北京大学哲学系。因说了农村饿死人的实话，1958年8月，被开除共青团团籍。1960年6月，被校长陆平开除学籍，随后回乡务农。1960年，组建「中国劳动党」，并制定《惩治官僚主义腐败分子临时条例》，准备在1961年春节期间发动暴动，后被两个连的部队剿灭。被捕后，经中共无为县委拟处、芜湖市中级人民法院同意，判处黄立众死缓，剥夺政治权利终身。
1970年，中共中央发出打击反革命破坏活动的指示，无为县公检法军事管制小组判决黄立众死刑，立即执行，1982年，安徽省高级人民法院给予部分平反。

## 言论
黄立众编写歌谣：“政府说得都好听，口口声声为人民。我农民实在难忍，哎哟，哎哟，我农民实在难忍；四两米稀饭照见鬼魂，浮肿病到处流行，田里草长得比人深。一亩七斤、八斤，哎哟，哎哟，一亩七斤、八斤”。
在监狱中亦有很多诗作，比如：
五言：「饿死千千万，家家无鼠粮。感时天落泪，悲来风癫狂。大道埋枪炮，羊肠伏虎狼。何当再北上，奏本给太阳。」
焦面诗：「一步一陷井，井井埋活人。先生教学生，为民要忠诚。饿死千千万，为何不动心？」
菩萨蛮：「铁幕难买自由贵，青春誓给人民累。饿死地灰悲，遍野尸骨堆。今朝还杀人，龙心何时碎？莫学秦始皇，快获真舜尧。」
黄立众经常引用黑格尔、马克思的言论阐述其言行的缘由。